# Halton Hills
Halton Hills is een plaats (town) in de Canadese provincie Ontario en telt 55.289 inwoners (2006). De oppervlakte bedraagt 276,26 km².
Halton Hills, oorspronkelijk Town of North Halton genoemd in de oprichtingsakte, werd in 1974 gevormd door het fusioneren van de plaatsen Georgetown en Acton, samen met delen van Oakville en van de township Esquesing.